# 林紀子
林 紀子（はやし としこ、1940年2月27日 - 2022年1月25日）は、日本の政治家、日本共産党所属の元参議院議員（2期）、元アナウンサーである。群馬県出身。群馬大学学芸学部卒業。

## 人物
- 1962年 - ラジオ関東（現・アール・エフ・ラジオ日本）に入社、その後、退職。
- 1983年 - 第13回参議院議員通常選挙比例代表で落選。
- 1986年 - 第14回参議院議員通常選挙比例代表で落選。
- 1989年 - 日本社会党（当時）のマドンナ旋風で話題となった第15回参議院議員通常選挙で日本共産党の比例代表として初当選した。
- 1995年 - 第17回参議院議員通常選挙比例代表で落選。
- 1998年 - 第18回参議院議員通常選挙比例代表で2期目の当選を果たした。
- 2004年 - 第20回参議院議員通常選挙に立候補せず、政界から引退した。
- 2022年1月25日4時44分、筋萎縮性側索硬化症のため、広島市の病院で死去[1]。81歳没。

## 政策
- 選択的夫婦別姓制度導入を支持。「今、IT化というのはどこの会社も大変進んでいて、IT、ITというかけ声でやっているため、データベースが一元化される。今までは各部がばらばらにやっていたので、そこでは通称使用ができたが、データベースが一元化されて通称と戸籍名の使い分けが逆に大変困難になっていることもある。通称利用の拡大も大切だが、選択的夫婦別姓制度の導入は急務。」と述べる[2]。